# Чародей: Страна Великого Дракона
«Чародей: Страна Великого Дракона» (англ. Spellbinder: Land of the Dragon Lord) — телесериал совместного производства Австралии, Польши и Китая (1997). Сиквел сериала «Чародей», никак не соотносящийся с ним сюжетом, за исключением главной отрицательной героини Ашки, её помощника Гривона и идеи путешествий между параллельными мирами.

## Сюжет
14-летняя Кэти Морган (Лорен Хьюитт) проводила летние каникулы вместе со своими родителями, Вики (Ленор Смит), Карлом (Питер О’Брайен) и братом Джошем (Райан Квонтен), отдыхая на природе.
Однажды, гуляя по окрестностям, Кэти нашла корабль для путешествия между параллельными мирами, изобретённый Меком (Энтони Вон), учёным из Страны Великого Дракона, находящегося в параллельном мире. Эта страна напоминает Древний Китай, окружённый со всех сторон дикими землями. Охрана границ и всё остальное государственное управление империи за четыреста лет до текущих событий было поручено Оракулу — компьютеру оригинальной конструкции. Оракул позволяет управлять собой лишь Великому Дракону — тому, чьё лицо совпадает с зафиксированным в момент смерти предыдущего властителя оттиском на специальном устройстве, запоминающей форму нефритовой маске. Ко времени прибытия Кэти в Страну Великого Дракона, над страной властвует избалованный десятилетний мальчишка — сын предыдущего Великого Дракона, которому помогают личный советник и старшая сестра — принцесса Айя.
Кэти, когда Мек попытался её остановить, случайно запускает телепортатор, и они вместе перемещаются на межпространственном корабле в ещё один параллельный мир, Мир Чародеев, напоминающий средневековую Восточную Европу. В этом мире среди обычных людей есть избранные, именующие себя чародеями и носящие специальные силовые доспехи. Здесь существует метательная энергетическая технология, позволяющая на манер движения спички по спичечному коробку срывать движением одного наруча на костюме по другому наручу нечто среднее между шаровой молнией и фаерболом и концентрировать его в особой рукавице. Герои оказываются недалеко от лагеря, где среди простого люда отбывает наказание безжалостная и властолюбивая воительница, бывший чародей Ашка (Хезер Митчелл). Она возвращает себе силовые доспехи и устраивает побег на межпространственном корабле, прибывая вместе с Кэти в Страну Великого Дракона.
Когда Ашка выламывает нефритовую маску управляющего компьютера и с помощью жителей диких земель предпринимает попытку завладеть Страной Великого Дракона, Кэти и Мек на межпространственном корабле перемещаются в другой параллельный мир, которым правят люди, двести лет назад ставшие в результате применения нового лекарства одновременно бессмертными и бесплодными, жизнь которых уже два века до предела скучна и однообразна, и для которых обзавестись живым ребёнком — это самая заветная мечта. Кэти становится объектом повышенного внимания жителей этого мира. Она на время поселяется в доме жителей мира бессмертных - Лем и Гуин, но при этом становится причиной регулярных споров и склок между бессмертными, утверждающими, что "живая девочка - это слишком большая ценность, чтобы принадлежать только одним родителям". В конце концов, гонимая тоской по своей семье, она сбегает, и оказывается в плену у доктора Элво, который ранее встретил и пленил Мека. Доктор хочет чтобы Кэти и Мек родили живых детей для мира бессмертных. Он убежден, что мир без детей обречен на деградацию и вымирание. Элво говорит Кэти - "ты станешь крестной матерью целого поколения новых детей". Однако Мек и Кэти сбегают и успевают улизнуть на межпространственном корабле в другой мир - мир Молоха.
Мир Молоха представляет собой параллельный постапокалиптический мир, где была война между людьми и беспилотными боевыми машинами с искусственным интеллектом - Молохами. Один из жителей мира Молоха так описывал произошедшие ранее события - "сперва люди воевали с людьми, но потом ученые создали умные военные машины - Молохи. Когда война людей закончилась, Молохи восстали сперва против ученых, потом - против всех." В итоге уцелевшие люди ушли жить в подземелья, а Молохи захватили весь мир. Со временем - по косвенным данным из фильма прошло около 60 лет - по необъявленным в фильме причинам, Молохи "исчезли" и люди вышли на поверхность, однако с тех пор ведут деревенский образ жизни, не используя никакие машины и никакие механизмы. Кэти и Мек, не зная истории этого мира, по случайности наткнулись на спящую боевую машину (Молох) и Мек начал чинить её, Кэти же отправилась на поиски еды и нашла деревню местных. Мек "разбудил" Молоха и он вернулся к своей программе - начал искать живых людей с целью уничтожения (оружием являлся лазерный луч и таран). Наткнувшись на деревню, Молох стирает её с лица земли, но Кэти и местные жители сумели невредимыми улизнуть под землю. Молох посылает под землю "охотников" - маленькие юркие машинки, способные пробираться по узким подземным коридорам с целью поиска и уничтожения людей лазерными лучами. Кэти, не имея врожденного страха перед машинами, находит способ противостоять охотникам - использует зеркала, чтобы послать лучи обратно на охотников и тем самым выводит их из строя. Выбравшись на поверхность Кэти, Мек и один из местных обезвреживают Молоха, тем самым снова восстанавливается мир. И Кэти и Мек могут двигаться дальше.
Возвратившись в мир Великого Дракона, Кэти встречается со своим братом Джошем. Мек остается на своей родине, а вот Кэти и Джош, наткнувшись на охрану Шарака, сбегают на межпространственном корабле в свой мир, но... попадают в мир Двойников. В этом мире всё выглядит точно так же как в земном мире, только история в нем пошла немного не так, как в первоначальном мире Кэти. В этом мире есть полные двойники Кэти, Джоша, Карла и Вики. Только вот Карл и Вики в разводе. Встреча настоящих Кэти и Джоша со своими полными двойниками вызывает шок у всех. 

## Съёмки
Из предыдущего сериала «Чародей» в новый попали только Ашка — главная отрицательная героиня и её помощник Гривон, мельком появляющийся в самом начале, а также пара-тройка актёров второго плана и массовки.
Съёмки сериала начались в июне 1996 года и с перерывами продолжались до марта 1997 года. Они проходили сначала в Польше (7 недель — мир Бессмертных, мир Молоха и мир Чародеев), затем в Китае (13 недель — мир Великого Дракона) и в Австралии, в основном в Сиднее (7 недель, мир Кэти и аналогичный ему параллельный мир).
Роль Молоха «сыграл» польский бронетранспортёр БТР-60ПБ с дополнительно установленными внешними декоративными элементами и тараном, которым в 1980-е годы оснащались бронетранспортёры польской милиции и спецотрядов ЗОМО.

## В ролях
| Актёр              | Роль          |
| ------------------ | ------------- |
| Хезер Митчелл      | Ашка          |
| Лорен Хьюитт       | Кэти Морган   |
| Райан Квонтен      | Джош Морган   |
| Питер О'Брайен     | Карл Морган   |
| Ленор Смит         | Вики Морган   |
| Энтони Вон         | Мек           |
| Леонард Фанг       | Сан           |
| Мэ Ян              | Шарак         |
| Ху Синь            | принцесса Айя |
| Джиу Джеилан       | Жасмина       |
| Рафаль Звеж        | Гривон        |
| Венанты Носуль     | Лем           |
| Катажина Вальтер   | Гвин          |
| Лех Мацкевич       | доктор Элво   |
| Катажина Ланевская | Эллин         |
| Джастин Росняк     | Тони          |
| Лианна Уолсмен     | Фанатка Тони  |

## Книги и DVD
На основе сериала Марком Ширрефсом, Джоном Томсоном и Джилл Уэймент был написан роман, вышедший в 1997 году в двух книгах (Land of the Dragon Lord и Lost Between Worlds).
В 2007 году сериал был выпущен на DVD.